# Patricia Danzi
Patricia Danzi, née Patricia Nadler le 13 février 1969, est une fonctionnaire fédérale suisse et une ancienne athlète. Diplômée en environnement et en agriculture, elle a été directrice de la région Afrique au Comité international de la Croix-Rouge et succède  le 1er mai 2020 à Manuel Sager comme directrice de la Direction du développement et de la coopération (DDC).   

## Biographie
Patricia Nadler naît le 13 février 1969 à Fribourg. Elle grandit dans le canton de Zoug. Son père originaire du Nigéria était venu en Suisse pour faire un doctorat à l'Université de Fribourg. Il y a rencontré sa future épouse. Son père est originaire du Biafra et son grand-père est mort pendant la guerre. La question environnementale était importante pour elle pendant ses études secondaires et à l'âge de 15 ans, elle a postulé sans succès auprès du CICR pour la première fois. Au cours de ses études, elle reçoit une bourse sportive pour aller étudier à l'université de Lincoln dans le Nebraska. Elle participe aux Jeux olympiques d'été en 1996 en l'heptathlon, terminant en 23e place. Le sport lui aurait permis de développer sa capacité de concentration, utile également dans la vie professionnelle. Elle a obtenu un master en agro-économie, géographie et sciences de l'environnement. 
Patricia Danzi commence à travailler pour le Comité international de la Croix-Rouge (CICR) en 1996. Elle travaille dans les Balkans, au Pérou, en République Démocratique du Congo et en Angola. De mai 2015 à 2020, elle a été directrice régionale pour l'Afrique au CICR.  